# Marjata (Schiff, 1992)
Die Marjata ist ein Aufklärungsschiff (Electronic Intelligence Collection Vessel (ELINT)) des norwegischen Nachrichtendienstes. Sie ist das dritte Aufklärungsschiff mit dem Namen Marjata und seit 1992 in Betrieb.
Das mit 8.008 BRZ vermessene Schiff gehört dem Forschungsinstitutes der Verteidigung (Forsvarets forskningsinstitutt), das dem norwegischen Nachrichtendienst unterstellt ist. Eine der Hauptaufgaben ist die Überwachung der Schiffe der Russischen Nordflotte in der Barentssee, die Marjata kann aber weltweit eingesetzt werden. Meist operiert das Schiff in internationalen Gewässern. Offizieller Status ist der eines Forschungsschiffes des Forschungsinstitutes der Verteidigung. Ein neues, wesentlich größeres Nachfolgeschiff mit gleichem Namen ist seit 2016 im Einsatz.

## Schiff
Bei der Indienststellung war die Bauform des Rumpfes eine Innovation. Die Marjata hat einen „Ramform“-Rumpf, der dem Schiff eine sehr hohe Stabilität auch in rauer See verleiht. Durch das verringerte Rollen können die Sensoren und die ELINT-Ausrüstung besser arbeiten. Das Schiff produziert sehr geringen Eigenlärm, sodass Unterwasseraktivitäten von U-Booten usw. besser detektiert werden können.
Durch den Hubschrauberlandeplatz an Deck ist es u. a. möglich, bei längeren Missionen Besatzungsmitglieder auf See zu tauschen.
Nachdem der norwegische Nachrichtendienst 2016 ein gleichnamiges Nachfolgeschiff in Dienst stellte, teilten offizielle Stellen mit, dass die Marjata umbenannt würde. Das Schiff soll aber weiterhin als Aufklärungsschiff parallel zum neuen Schiff eingesetzt werden.

## Ausrüstung
Neben einer Mannschaft von 14 Seeleuten arbeiten 30 ELINT-Mitarbeiter an Bord. Ein Großteil der Technik ist mobil und kann an die jeweilige Mission angepasst werden.

## Einsätze
Die Einsätze der Marjata wurden stets von russischen Militäroffiziellen kritisiert. Nach der Havarie des russischen Atom-U-Bootes Kursk warfen russische Offizielle Norwegen vor, das Schiff habe sich zu aggressiv verhalten und die Arbeit der russischen Marine gestört. Die Marjata war 19 Seemeilen von der Unglücksstelle entfernt, als die Havarie geschah. Sie registrierte eine sogenannte „soft explosion“. Kurze Zeit später zeigten die Erdbebensensoren des Schiffes eine große Detonation. Es wird davon ausgegangen, dass es sich um die Grundberührung der Kursk handelte und die Explosion von fünf bis sieben Torpedos auf dem Meeresgrund. Diese zweite Explosion hatte die Sprengkraft von zwei Tonnen TNT.
Bei der anschließenden Bergung der Kursk gab es ebenfalls Unklarheiten über die Position und Aktivitäten der Marjata.